# Мілашевський Володимир Олексійович

Мілашевський Володимир Олексійович(рос. Милашевский Владимир Алексеевич 1893, Тифліс — 1976, Москва) — російський і радянський художник, графік, аквареліст, художник книги.

## Життєпис
Народився в місті Тифліс. Художню майстерність почав опановувати в місті Саратов, в Боголюбовському малювальному училищі у В. Коновалова ( 1906 — 1907 ). Перебрався в місто Харків, де займався в студії А. Грота и Э. Штейнберга ( 1911 — 1913 ). В період 1913 — 1915 рр. вдосконалювався в Петербурзі-Петрограді в Вищому художньому училищі при Петербурзький Академії Мистецтв. Серед його вчителів - Залеман Гуго Робертович (1859—1919 ), Бруні Микола Олександрович (1856—1935), Маковський Олександр Володимирович (1869—1924 ).

## Світ мистецтва (товариство). Петербурзький період
Найбільший вплив на свідомість і манеру майбутнього художника мали твори художнього товариства «Світ мистецтва». Тому він вдало оминув моду на руйнівні течії авангарду початку 20 століття та не підпав під захоплення кубізмом. Він залишився прихильником реалізму - без ностальгічного ретроспективізму чи натуралізму.
Два роки ( 1915-1916 ) працював під керівництвом Мстислава Добужинського, Євгена Лансере та Олександра Яковлева в «Новій художній майстерні». Серед перших творів митця як художника книги - ілюстрації до твору поета Михайла Кузміна «Приховані картинки» та до видання «Що таке театр» (автор - Євреінов Микола Миколайович). Брав участь в виставці митців Петрограда в Домі мистецтв ( 1921 рік ).

## В Москві
З 1924 року перебрався в Москву. Брав участь в бурхливому художньому житті столиці нової держави, став одним з засновників художнього товариства «Група 13». Виставки товариства організовувались важко, склад товариства постійно мінявся. Іноді докладав зусиль, аби набрати необхідну кількість участиків до необхідних і декларованих «тринадцяти». Бурхливому художньому життю столиці поклали край більшовики, що розпочали курс на підкорення художників більшовицьким настановам і пропаганді комуністичної ідеології. Художні товариства розпустили, а найбільш підкорені митці увійшли в новостворений 1932 року радянський Союз художників. Члени товариства «Група 13» стають вигнанцями, ізгоями. Міклашевський пройшов через невизнання радянською дійсністю.

## Художник книги
Володимир Мілашевський перейшов до художників книги, чим врятував власне життя. Серед письменників, твори яких прикрасив власними малюнками митець - 
- Чарльз Діккенс
- Чехов Антон Павлович
- Паустовський Костянтин
- Бабель Ісак Еммануїлович
- Мандельштам Осип Емільович
- Максим Горький
- Достоєвський Федір Михайлович
- Гюстав Флобер та інші.

## Так звана «швидка графіка»
Володимир Мілашевський був прихильником так званої «швидкої графіки», особливо в малюнках. Він ніколи не відмовлявся від засвоєних навичок уважного малювання майстрів «Світу мистецтва», але привніс в малюнок швидкість, спонтанність, селекцію головних мотивів, вдале обігрування випадкових рисок чи плямки. Малюнки Володимира Мілашевського - динамічні, безпосередні, далекі від натуралізму. Всі ці риси він намагався перенести і в книжкову графіку.
Помер в Москві.